# Ménopause prématurée
 Mise en garde médicale
La ménopause prématurée ou précoce ou insuffisance ovarienne primaire (IOP, aussi dénommée insuffisance ovarienne prématurée) est la perte partielle ou totale de la fonction reproductive et hormonale des ovaires avant l'âge de 40 ans, en raison d'un dysfonctionnement folliculaire (le follicule est la zone de production d'œufs) ou d'une perte précoce d'ovaires.
L'IOP peut être considérée comme faisant partie d'un continuum de changements aboutissant à une ménopause anormalement précoce, passant par l'apparition de symptômes et le retour sporadique à une fonction ovarienne normale.
L'IOP touche environ 1 femme sur 10 000 de moins de 20 ans, 1 femme sur 1 000 de moins de 30 ans et 1 sur 100 de moins de 40 ans.
La triade médicale évoquant son diagnostic est l'aménorrhée, l'hypergonadotropisme et l'hypoestrogénie.
Les symptômes physiques et émotionnels sont proches de ceux de la ménopause ordinaire.
Le diagnostic est posé quand, à un âge de moins de 40 ans, une femme présente une aménorrhée avec des taux sériques élevés d'hormone folliculo-stimulante (HFS). Les taux sériques typiques de FSH chez les patientes IOP se situent dans la plage post-ménopausique.
Le traitement général vise à atténuer les symptômes ainsi qu'à protéger les os et la santé mentale. Cela peut inclure une hormonothérapie substitutive, la gestion de la fertilité et un soutien psychosocial, ainsi que des dépistages annuels de la fonction thyroïdienne et surrénalienne.
5 à 10 % des femmes atteintes d'IOP pourront ovuler sporadiquement et tomber enceintes sans traitement ; d'autres peuvent utiliser la technologie de procréation assistée, y compris la fécondation in vitro et le don d'ovules.
Les causes peuvent être variées, et ne sont pas comprises dans 90% des cas. On trouve ou soupçonne des causes génétiques, une maladie autoimmune une déficience enzymatique, une infection, des facteurs environnementaux, une exposition à des toxiques (ex : Thallium) ou à des radiations, ou les séquelles d'une opération chirurgicale dans environ 10% des cas.
2 à 5% de femmes développant une IOP sont porteuse d'une anomalie génétique (prémutation FMR1, prédisposant au risque d'avoir un enfant porteur du syndrome de l'X fragile).

## Signes et symptômes
Les symptômes physiques et émotionnels sont proches de ceux de la ménopause, ils comprennent les bouffées de chaleur, les sueurs nocturnes, la peau sèche, la sécheresse vaginale, les menstruations irrégulières ou absentes, l'anxiété, la dépression, le brouillard mental, l'irritabilité, la nervosité, la diminution de la libido et une perturbation auto-immune accrue. Un sentiment de choc et de détresse peut survenir quand la patiente est informée du diagnostic.
Chez certaines femmes conservant une fonction ovarienne partielle, les symptômes sont atténués. Dans d'autres cas, en particulier en cas de dépression concomitante, la qualité de vie peut être dégradée.
Sur le plan hormonal, la ménopause précoce est définie par des taux anormalement bas d'œstrogènes et des niveaux élevés de HFS, démontrant que les ovaires ne répondent plus à la HFS circulante en produisant des œstrogènes et en développant des ovules fertiles.
Les ovaires apparaîtront alors anormalement petits. 
L'IOP peut exceptionnellement apparaître dès l'âge de 11 ans. La jeune fille peut alors ne jamais avoir de règles (généralement en raison d'une maladie génétique provoquant une aménorrhée primaire).

## Causes
| Associations génétiques | Associations génétiques | Associations génétiques | Associations génétiques |
| Type                    | OMIM                    | Gène                    | Locus                   |
| ----------------------- | ----------------------- | ----------------------- | ----------------------- |
| POF1                    | (en)                    | RMF1                    | Xq26-q28                |
| POF2A                   | (en)                    | DIAPH2                  | Xq13.3-q21.1            |
| POF2B                   | (en)                    | POF1B                   | Xq13.3-q21.1            |
| POF3                    | (en)                    | FOXL2                   | 3q23                    |
| POF4                    | (en)                    | BMP15                   | Xp11.2                  |
| POF5                    | (en)                    | NOBOX                   | 7q35                    |
| POF6                    | (en)                    | FIGLA                   | 2p12                    |
| POF7                    | (en)                    | NR5A1                   | 9q33                    |

L'IOP est idiopathique (sans cause apparente) dans 90% des cas.
Parfois, des troubles auto-immuns tels que l'oophorite auto-immune, la thyroïdite de Hashimoto, la maladie d'Addison, le diabète sucré de type I, l'anémie pernicieuse, des défauts métaboliques et des défauts enzymatiques sont des causes détectées.
Les chimiothérapie et radiothérapie prescrites contre le cancer causent parfois des IOP. Ainsi, selon le modèle murin, avec des résultats cohérents avec les observations faites chez la femme, le cyclophosphamide peut induire une réduction de 87% des follicules primordiaux dans les 72 heures suivant l'administration. 
L'hystérectomie tend aussi à avancer l'arrivée de la ménopause (risque doublé d'IOP). Presque toutes les chirurgies pelviennes semblent avoir le potentiel d'endommager l'ovaire, probablement en modifiant son apport sanguin ou en causant une inflammation dans la région, ce qui pourrait au contraire entraîner des ménopauses tardives.
Les femmes qui ont hérité de la galactosémie classique (intolérance au galactose) ont un risque accru de développer une insuffisance ovarienne primaire.
Le syndrome de Turner ainsi que celui de l'X fragile sont pourvoyeurs de ménopauses précoces. En-dehors de ces cas, il existe probablement un facteur génétique, au regard de la présence de formes familiales. Une forte corrélation a été trouvée entre l'incidence des IOP et certaines variantes du gène de l'inhibine alpha.

## Mécanismes
On en connaît quatre grandes catégories : 
- défaut de migration folliculaire au début de l'embryogenèse ;
- diminution précoce des follicules primordiaux ;
- augmentation de la mort folliculaire ;
- altération de la maturation ou du recrutement des follicules primordiaux.

Elles entraînent toutes une diminution de l'approvisionnement général en ovules des ovaires (qui perdure normalement jusqu'à un âge moyen de 51 ans).
Les causes génétiques (telles que le syndrome de Turner) se manifestent souvent par un développement ovarien initial suivi d'une dégénérescence des ovaires durant la vie prénatale, elle entraînent souvent une dysgénésie gonadique avec des ovaires striés. Si l'IOP est associée à une auto-immunité surrénalienne, l'examen histologique confirme presque toujours la présence d'une ovarite auto-immune où les follicules sont infiltrés par des lymphocytes, des plasmocytes et des macrophages qui attaquent principalement les cellules productrices de stéroïdes et entraînent finalement une déplétion folliculaire.
Chez certaines femmes, la HFS se lie au site récepteur de la HFS, mais en restant inactive. En abaissant les taux de HFS endogène avec l'éthinylestradiol (EE) ou avec un GnRH-a, les sites récepteurs sont libres et le traitement avec la HFS recombinante exogène active les récepteurs et une croissance folliculaire et une ovulation normales peuvent se produire,. Étant donné que le taux sérique d'hormone anti-müllérienne (HAM) est corrélé au nombre de follicules primordiaux restants, certains chercheurs pensent que les deux phénotypes ci-dessus peuvent être distingués en mesurant les taux sériques d'HAM.
Les associations génétiques comprennent des troubles génétiques, des maladies auto-immunes, des défauts enzymatiques. Certaines mutations du gène FOXL2 induisent le syndrome du Blapharophimosis-Ptosis-Epicathus inversus (ou BPES, est une affection génétique rare, associant un ptosis congénital bilatéral généralement majeur, à un télécanthus, épicanthus inversus et à un ectropion des paupières inférieures). L'insuffisance ovarienne prématurée fait partie de la variante BPES de type I du syndrome, mais pas de la variante BPES de type II.

### Déficit de réparation de l'ADN
Une protéine dénommée BRCA1 joue un rôle essentiel dans la réparation des cassures double brin de l'ADN par recombinaison homologue. Les femmes porteuses d'une mutation germinale BRCA1 ont tendance à avoir une ménopause prématurée comme en témoigne la ménorrhée finale apparaissant à un âge précoce. Les mutations du gène BRCA1 sont associées à des IOP . Chez la souris de laboratoire comme dans l'espèce humaine, l'altération de la réparation des cassures double brin de l'ADN due à un défaut BRCA1 conduit aussi à un vieillissement ovarien prématuré.
Outre BRCA1, le complexe protéique MCM8-MCM9 joue aussi un rôle crucial dans la réparation par recombinaison des cassures double brin de l'ADN. Une mutation de la protéine MCM8 peut entraîner une insuffisance ovarienne prématurée, et une instabilité chromosomique. Pour MCM9, comme pour MCM8, les mutations sont également associées à une insuffisance ovarienne et à une instabilité chromosomique,. Le complexe MCM8-MCM9 est probablement requis pour la réparation par recombinaison homologue des cassures double brin de l'ADN présentes au stade pachytène de la méiose I. Chez les femmes homozygotes pour les mutations MCM8 ou MCM9, l'incapacité à réparer les cassures entraîne apparemment la mort des ovocytes et une petite ou ovaires absents,.

## Diagnostic
Il est basé sur la combinaison d'un âge inférieur à quarante ans, d'une aménorrhée durant depuis au moins quatre mois  et deux mesures sériques élevées de l'hormone folliculo-stimulante (FSH) à un mois d'intervalle.
L'hypophyse antérieure sécrète de l'FSH et de la HL à des niveaux élevés pour tenter d'augmenter les faibles niveaux d'œstrogènes dus au dysfonctionnement des ovaires. La concentration de la FSH typiquement est supérieure à 40 mlU/ml (taux situé dans la fourchette post-ménopause).
L'échographie pelvienne ne permet pas de faire le diagnostic mais permet d'orienter quant à la cause.

## Traitement
La prise en charge de la ménopause prématurée a fait l'objet de la publication de recommandations. Celles, européennes, datent de 2016.

### IOP et fertilité
Entre 5 et 10 % des femmes atteintes de ménopause prématurée  peuvent tomber enceintes sans traitement
En 2016, aucun traitement de fertilité n'a été trouvé pour augmenter efficacement la fertilité des femmes atteintes d'IOP ; l'utilisation d'ovules de donneuse avec fécondation in vitro (FIV), ou l'adoption sont pour ces femmes deux moyens d'atteindre la parentalité . Certaines choisissent de vivre sans enfant.
Des chercheurs ont étudié l'utilisation d'une hormone appelée déhydroépiandrostérone (DHEA) chez les femmes atteintes d'OIP pour augmenter les taux de grossesse spontanée,. En 2010, ils ont indiqué que la DHEA peut augmenter le nombre de grossesses conçues spontanément, diminuer les risques de fausses couches  et améliorer les taux de réussite de la FIV chez les femmes atteintes d'OIP. Cela vaut pour des femmes référées pour des ovules de donneuse ou qui envisageaient une maternité de substitution en 2009. Mais en 2018, on ne constatait pas d'amélioration significative de la fonction ovarienne après 12 mois de supplémentation en DHEA chez les femmes atteintes d'OIP. Étant donné le caractère non concluant des avantages et des risques potentiels de la supplémentation en testostérone et en DHEA, des études randomisées à plus long terme sont nécessaires.
Une procédure de cryoconservation du tissu ovarien peut être envisagée chez des filles prépubères diagnostiquées à risque d'insuffisance ovarienne prématurée.
En 2013, Kawamura au Japon et ses collaborateurs de l'Université de Stanford ont publié un traitement de l'infertilité des patientes IOP. Il consiste en une fragmentation des ovaires, suivie d'un traitement in vitro des fragments  avec des activateurs de la phosphatidylinositol-3 kinase pour améliorer la voie AKT, puis d'une autogreffe. Ils ont ainsi pu promouvoir la croissance des follicules, récupérer des ovocytes matures et effectuer une fécondation in vitro. Après le transfert d'embryon, un bébé en bonne santé est né,. Une revue d'études de 2020 a porté sur des variations de ce traitement, incluant les activateurs de la phosphatidylinositol-3 kinase pour améliorer la voie AKT, la fragmentation du cortex ovarien, une combinaison de ces deux méthodes avec activation in vitro (AIV) et une AIV sans médicament. Deux laparoscopies sont nécessaires en AIV conventionnelle, contre une seule en AIV sans médicament.

### Traitement hormonal de substitution
Les femmes atteintes d'OIP peuvent développer des symptômes de carence en œstrogènes, induisant des bouffées vasomotrices et une sécheresse vaginale. Ces symptômes peuvent être éliminés par un remplacement  des hormones La plupart des autorités de santé recommandent que ce remplacement hormonal perdure  jusqu'à l'âge de 50 ans (âge normal de la ménopause). Le principal traitement hormonal substitutif est l'administration quotidienne d'estradiol, par patch cutané ou anneau vaginal pour réduire le risque d'embolie pulmonaire et de thrombose veineuse profonde, en évitant l'effet de premier passage sur le foie induit par l'œstrogénothérapie orale. Le patch transdermique d'estradiol permet aussi d'éviter le bolus (prise de pilules quotidiennes).
Les préoccupations concernant les suppléments œstrogéniques sont abordées dans The US Medical Eligibility Criteria for Contraceptive Use, 2010. Il donne des conseils sur la sécurité des méthodes contraceptives et aborde le risque accru de thrombose en situation de post-partum, d'antécédents de thrombose, de mutations thrombogènes, de lupus érythémateux disséminé, de  diabète et d'hypertension. Il évoque aussi un risque accru de cardiopathie valvulaire et de cardiomyopathie.
Pour éviter le cancer de l'endomètre les jeunes femmes prenant un substitut d'estradiol doivent aussi régulièrement prendre un progestatif de façon cyclique. La plupart des preuves soutiennent l'a prise quotidienne d'acétate de médroxyprogestérone  les jours un à 12 de chaque mois civil. Ceci induira des cycles menstruels réguliers et prévisibles. Ces femmes  doivent respectent un calendrier menstruel. Si les prochaines règles attendues sont en retard, il est important de faire un test de grossesse et d'arrêter   l'hormonothérapie substitutive si le tests est positif. Environ 5 à 10 % des femmes ayant une OIP confirmée mènent une grossesse après le diagnostic, sans intervention médicale.

## Pronostic
L'infertilité est la conséquence la plus connue, mais des études sont en cours relativement aux effets tels que l'ostéoporose (diminution de la densité osseuse) qui touche presque toutes les femmes atteintes d'OIP en raison d'une insuffisance d'œstrogènes. Il existe aussi un risque accru de maladies cardiaques , d'hypothyroïdie telle que la thyroïdite de Hashimoto, la maladie d'Addison et d'autres maladies auto-immunes.
Elle affecte également la qualité de vie.

### Santé émotionnelle
Les mots les plus couramment utilisés par les femmes pour décrire ce qu'elles ont ressenti dans les deux heures qui ont suivi le diagnostic de POI sont « dévastées », « choquées » et « confuses ». Elles  sont confrontés au choc du diagnostic, mais aussi à la stigmatisation associée à l'infertilité, au chagrin et éventuellement au deuil à faire de rêves de maternité.
Il s'ensuit souvent des phases d'anxiété et de dépression, voire de pensée suicidaire, un sentiment de honte, d'insécurité et de baisse de l'estime de soi, avec parfois de la colère contre le système médical. Une inquiétude concerne les symptômes et effets et séquelles médicales potentielles des carences en œstrogène (réduction de la densité osseuse et  risque cardiovasculaire).
Des femmes diagnostiquées vers 20 ans  ont signalé avoir eu le sentiment d'un dédain ou de biais vis à vis de leur situation, de  "n'avoir pas été prises au sérieux" par les professionnels de santé.
Un programme de médecine intégrative fondé sur des données probantes peut aider les femmes atteintes d'OIP; une communauté de pratique s'est formée pour dans cet esprit , visant à  limiter leur stress et développer leurs capacités d'adaptation,,,, si possible avec des soignants spécialisés, car la stigmatisation de l'infertilité a été clairement associée à un risque accru de suicide chez les femmes qui souffrent d'infertilité.

## Épidémiologie
La prévalence augmente avec l'âge et est d'environ 1 femme sur 10 000 de moins de 20 ans, 1 femme sur 1 000 de moins de 30 ans et 1 % à 40 ans,. Elle est plus fréquente chez les femmes issues de pays pauvres.

## Histoire
Fuller Albright et al. en 1942 ont signalé un syndrome d'aménorrhée avec déficit en œstrogène et bas taux de HFS ménopausique. Ils ont utilisé le terme « insuffisance ovarienne primaire » pour distinguer l'OIP de l'insuffisance ovarienne secondaire à une défaillance primaire de la FSH hypophysaire et d'autres sécrétions hormonales,.
L'IOP a été décrit comme un terme plus précis et moins stigmatisant que l'insuffisance ovarienne prématurée ou la ménopause prématurée.
Le chapitre 28 de l'ouvrage du début de la dynastie Qing Fù Qīngzhǔ Nǚkē (《傅青主女科》 Fù Qīngzhǔ's Gynecology) décrit la cause et le traitement approprié de la ménopause prématurée. 年未老经水断 (niánwèilǎo jīngshuǐduàn) se traduit par "pas encore vieux, coupure d'eau menstruelle".